# Omar Mateen
Omar Mir Seddique Mateen (Nueva York, 16 de noviembre de 1986-Orlando, 12 de junio de 2016) fue un asesino en masa y terrorista islamista estadounidense de ascendencia afgana, conocido por haber sido el autor de la masacre de la discoteca Pulse de Orlando de junio de 2016, un club gay en donde asesinó a 49 personas e hirió otras 53 con un fusil semiautomático. Dicho acto fue considerado como el ataque armado más mortal realizado por un solo hombre en la historia de los Estados Unidos, desplazando la Masacre de Virginia Tech de abril de 2007, hasta que fue a su vez desplazado al segundo puesto por la Masacre de Las Vegas en octubre de 2017, el incidente más mortal en contra de la comunidad LGBT en Estados Unidos, el mayor asesinato masivo de personas LGBT en el mundo occidental desde la persecución nazi en el Holocausto y el peor ataque mortal en territorio estadounidense desde los Atentados del 11 de septiembre de 2001.

## Biografía

### Infancia y adolescencia
Mateen nació el 16 de noviembre de 1986 en New Hyde Park, Condado de Nassau, Nueva York como Omar Mir Seddique. Sus padres, de origen afgano, emigraron a los Estados Unidos en la década de 1980 y son simpatizantes de los talibanes. Su padre, Mir Seddique Mateen, es un pastún, el grupo etnolingüístico de lengua irania oriental mayoritario en Afganistán.
Mateen estudió durante por lo menos un año en la Martin County High School. y fue enviado a la St. Lucie West Centennial High School después de una riña con otro estudiante. En este último colegio, según testimonio de uno de sus compañeros de entonces, Mateen fue víctima de acoso escolar. Tres de sus compañeros de colegio le dijeron a The Washington Post que Mateen gritó vivas de apoyo por los secuestradores durante los atentados del 11 de septiembre de 2001. En una carta él mismo explica que cuando tenía 14 años, fue arrestado brevemente por fumar marihuana con otro joven. En una entrevista para el programa de formación penal del Indian River State College, Mateen admitió haber cometido o haberse involucrado en un crimen que nunca fue detectado, pero nunca dio detalles de lo que se trataba.

### Estudios superiores y empleo
Mateen se graduó en la escuela de capacitación para adultos del condado de Martin en 2003 y obtuvo un título asociado en justicia criminalística del Indian River State College en 2006. Durante sus estudios, trabajó en numerosas tiendas y restaurantes.
Entre octubre de 2006 y abril de 2007, trabajó como funcionario de prisiones en el Departamento de Correcciones de la Florida, asignado al Instituto Correccional Marín. Dejó el empleo sin ningún caso de disciplina.
Desde septiembre de 2007 y hasta su muerte, trabajó como vigilante en la compañía de seguridad privada Wackenhut, en Jupiter (Florida). La compañía declaró que dos revisiones de Mateen, una durante el proceso de ingreso en 2007 y otra en 2013, fueron positivas. Tenía además licencia para portar armas y como vigilante de seguridad. Pasó además un examen psicológico y no tenía historial criminal. En 2010 aparece en un vídeo mientras trabajaba como personal de seguridad en un sitio relacionado con el derrame de petróleo del Deepwater Horizon. Mateen dijo sobre aquellos que estaban trabajando en la limpieza del petróleo: "Tan solo quieren ser pagados. Solo desean que haya más petróleo y más gente quejándose de ello, entonces tendrán trabajo. Solo quieren que pasen más desastres". El comentario fue incluido en un documental de 2012 "The Big Fix".

### Vida personal
En 2006 Mateen hizo una petición para cambiar su nombre, agregando "Mateen" como el apellido de su padre (en Idioma persa: متين matīn, que significa "fuerte/rudo"). Ese mismo año se unió al Partido Democrático.
En abril de 2009 se casó con Sitora Alisherzoda Yusufiy, de origen uzbeko, la cual conoció a través de la red social Myspace. Se divorciaron en julio de 2011.
Mateen visitó Arabia Saudita por ocho días en 2011 y por diez días en 2012. El Ministerio del Interior Saudí confirmó que dichos viajes fueron de peregrinación a La Meca. En la misma época visitó también los Emiratos Árabes Unidos. Después de consultar a las autoridades sauditas, el director del FBI, James Comey concluyó que dichos viajes no eran incriminatorios.
Noor Zahi Salman, una joven de ascendencia palestina que vivía en Rodeo (California), fue registrada como su segunda esposa en septiembre de 2013, según documentos en el condado de Santa Lucía, y también como la madre biológica del único hijo de Mateen, nacido en 2013. Ella se fue a vivir con él en su casa de Fort Pierce en noviembre de 2012. Para septiembre de 2013 vivían en una casa en Port Santa Lucía con el padre de Mateen y otro pariente. Salman dejó a Mateen y se fue a casa de sus padres en Rodeo en diciembre de 2015. Al momento de la muerte de su padre, el hijo de Mateen y Salman tenía tres años.
En el momento de la masacre, Mateen vivía a 100 kilómetros de Orlando, en Fort Pierce, pero recibía el correo en casa de sus padres cerca de Port Santa Lucía. De acuerdo al Departamento de Policía de La Florida, Mateen no tenía historial criminal.

#### Caracterización
El padre de Mateen, Mir Seddique Mateen, presentaba un programa de televisión por satélite llamado Payam-e-Afghan en 2015 en el cual se presentaba a sí mismo como candidato a la presidencia de Afganistán. Acerca de las acciones de su hijo, Seddique Mateen dijo que eso no tenía nada que ver con religión. También se le oyó decir que su hijo se había mostrado enojado cuando presenció a una pareja gay que se besaba frente a su hijito en el Bayside Marketplace de Miami unos meses antes de la masacre y que él pensaba que ello habría podido ser el motivo de la acción.
Después de la masacre en el club, la exesposa de Mateen, Sitora Yusifiy le dijo a los medios que durante su matrimonio, Mateen era mentalmente inestable y que llegó a pegarle y a aislarla de su familia. También dijo que sufría de trastorno bipolar y utilizaba esteroides. Un antiguo compañero de estudios le dijo a The Washington Post que observó como Mateen, de entonces 15 años de edad, era víctima de maltrato físico por parte de su padre, Mir Seddique Mateen delante de sus compañeros.
El Imán Shafiq Rahman del Centro Islámico de Fort Pierce, le dijo a los reporteros que Mateen solía venir a la mezquita tres o cuatro veces por semana con su padre y recientemente con su niño de tres años dos días antes de la masacre. El imán dijo además que era más bien un tipo tranquilo, que venía, oraba y se iba. No veía indicaciones de violencia en él. Rahman también confirmó que él no predicaba violencia en contra de los homosexuales.
Un antiguo compañero de estudio y de trabajo, dijo que Mateen no tenía conflictos en trabajar con colegas que fueran homosexuales en el centro comercial Treasure Coast Square de Jensen Beach.
Un antiguo compañero de trabajo que vigiló con él en una urbanización cerrada en Port Santa Lucía lo describió como desequilibrado e inestable. También agregó que solía hacer comentarios homofóbicos, racistas y sexistas y hablaba de matar gente.

#### Especulación sexual
Personas que conocieron a Mateen especularon si podría ser él mismo homosexual o bisexual. Un compañero suyo en la academia de policía en 2006 dijo que frecuentaba clubes gay con Mateen y que en varias ocasiones este le expresó su interés en tener relaciones con él. Personas que frecuentan clubes recuerdan además a Mateen bailando con otros varones. Otro compañero que pidió a los medios no ser identificado, dijo que Mateen le había preguntado si él era homosexual.
El periódico Centinela de Orlando y el Palm Beach Post reportaron que al menos cinco personas que frecuentaban el club nocturno Pulse habían visto a Mateen en el lugar en numerosas ocasiones. Algunas veces bebía en una esquina del club y en otras se tornaba beligerante. Un testigo, quien reconoció a Mateen fuera del club una hora antes de la masacre, le dijo a los investigadores que Mateen le había estado enviando mensajes por medio de una aplicación de citas conocida como Jack'd. El testigo cedió su teléfono móvil al FBI para análisis, junto a los datos de acceso de la aplicación. Otro testigo dijo que Mateen había intentado tener citas con varones gays en el club. Por otra parte, numerosos testigos le dijeron al Tampa Bay Times que nunca habían visto a Mateen en el club gay. Una portavoz de Pulse, Barbara Poma, declaró que la idea de que Mateen era un cliente frecuente del club nocturno era falsa y totalmente ridícula.
Sidiqque, el padre de Mateen, negó que su hijo pudiese haber sido un gay en el armario y dijo que si hubiese sido gay no habría hecho lo que hizo. Dos días después de numerosos reportajes que cuestionaban si Mateen podría haber sido homosexual o no, su padre dijo que no veía caso en ello. Sin embargo, en una entrevista con el canal de televisión estatal de Brasil, la exesposa de Mateen, Sitora Yusufiy dijo que su padre lo había llamado gay en su presencia. Después de la masacre, Sidiqque, el padre, publicó un vídeo en su lengua nativa en donde decía que durante este tiempo de Ramadán, asuntos de gays y lesbianas es algo que "Dios castigará, pero el siervo de Dios no tendrá nada que ver con ello".
The Wall Street Journal reportó que Yusufiy dijo que Mateen sentía una fuerte atracción hacia la homosexualidad. Cuando se le preguntó que si Mateen era gay, ella dijo que no lo sabía, pero recordó que él frecuentaba clubes gay y que él se lo había confesado. El popular blog de Nueva York, Gawker, reportó que el novio de Yusufiy, Marco Dias, le dijo a los medios brasileños en portugués que ella creía que Mateen tenía tendencias homosexuales. Dias también aseguró que él y su familia creían que él era gay y que el FBI les había pedido no decir eso a los medios.
El 16 de junio de 2016, el The New York Times dio a conocer que el FBI veía de forma escéptica las informaciones de que Mateen era «gay, pero [estaba] en el armario» y de que habría hecho uso de apps o bares homosexuales. El 18 de junio, la misma fuente añadió que «funcionarios federales afirman que no han encontrado pruebas en sus pertenencias o en línea que [...] confirmen [la supuesta homosexualidad de Mateen]».

#### Especulación sobre relaciones con grupos terroristas
Mateen llegó a ser del interés del FBI por primera vez en mayo de 2013, cuando llamó la atención con declaraciones incendiarias en su trabajo de vigilante de seguridad: Le dijo a sus compañeros de trabajo que su familia tenía conexiones con al-Qaeda y que era miembro del Hezbollah, el cual es enemigo del Estado Islámico, al cual después expresaría sería uno de sus militantes. Estas declaraciones contradictorias serían notadas por el director del FBI, James Comey. El FBI abrió una investigación preliminar y realizó dos interrogatorios a Mateen en los cuales admitió lo que dijo, pero que lo había dicho en un momento de enojo, porque sus compañeros lo estaban provocando. El FBI cerró la investigación 10 meses después, concluyendo que Mateen no era un peligro y estuvo en la lista de monitoreo de la Interpol contra el terrorismo hasta que la investigación fue oficialmente cerrada.
En julio de 2014 el nombre de Mateen llamó la atención del FBI por segunda vez cuando se puso en relación con Moner Mohammad Abu Salha, un radical estadounidense que viajó a Siria para cometer un ataque suicida. Ambos individuos se conocieron en la misma mezquita a donde iban a orar. Pero la investigación continuó centrada en Abu Salha.
El representante a la Comisión Permanente Selecta sobre Inteligencia de la Cámara de Representantes de los Estados Unidos, Adam Schiff, dijo que de acuerdo al Departamento de Seguridad Nacional de los Estados Unidos, Mateen había declarado alianza con ISIS, pero era difícil probarlo, pues también lo había dicho de al-Qaeda. Mateen también había expresado simpatías con el Frente Al-Nusra de Siria, un brazo de al-Qaeda que es enemigo de ISIS.
Un sobreviviente de la masacre dijo que Mateen había dicho que quería que Estados Unidos dejara de "bombardear mi país" y confirmó que este se declaraba aliado de ISIS.

### La masacre

#### Antes del ataque
Mateen compró de manera legal un rifle semiautomático AR15 y una pistola de mano 9mm Glock 17, los dos armamentos utilizados durante el asalto. Las armas fueron adquiridas en una tienda de Port Santa Lucía dos semanas antes de la masacre. También intentó comprar una armadura de combate y munición en otra tienda, pero los empleados comenzaron a sospechar y lo despidieron. Un vendedor de la tienda dijo que contactó oficiales del FBI para reportar, pero no existe ningún archivo relacionado con ello y el sheriff dijo que nunca se enteró del incidente.
Oficiales también declararon en la investigación que Mateen fue a un lugar no especificado del parque temático Walt Disney World Resort con su esposa, presumiblemente para rastrear posibles víctimas. También visitó Disney Springs en donde la seguridad es menos estricta que en el parque Disney y estuvo en Pulse entre el primero y el 6 de junio durante las celebraciones de los Días Gays 2016 en Disney World y el área de Orlando.
NBC News reportó que Noor Salman, la segunda esposa de Mateen, le dijo al FBI que ella lo llevó en su coche una vez al club gay Pulse, porque él quería analizar el sitio. Un oficial involucrado en la investigación le dijo a la Associated Press que las autoridades creían que Salman sabía del plan con anterioridad, pero aún no estaban seguros si debían levantar cargos contra ella basados en las sospechas.
Un mes antes de la masacre, Mateen había donado sangre en OneBlood, una agencia regional de donación de sangre, que después se convirtió en el principal punto de trasfusiones para sus propias víctimas. Horas antes de la masacre, Mateen se detuvo en la casa de sus padres y su padre declaró que no vio nada sospechoso en su hijo.
ABC News y Fox News reportaron que en la mañana del 12 de junio, el día del ataque, Mateen publicó en su cuenta de Facebook que un auténtico musulmán nunca aceptará las "maneras sucias de occidente" y escribió además: "Ustedes asesinan mujeres y niños inocentes con los bombardeos aéreos de EEUU... ahora prueben la venganza del Estado Islámico" y dice además que Rusia y Estados Unidos deben suspender los bombardeos sobre el Estado Islámico. Su última publicación dice que en los próximos días "verás ataques del Estado Islámico en los EEUU". Estas publicaciones fueron borradas, pero fueron guardadas por las autoridades durante la investigación.

#### Ataque y muerte
A las dos de la madrugada del domingo 12 de junio de 2016, Mateen entró en el club noctuno Pulse en Orlando, Florida y comenzó su procesión de muerte. A las 2:22 de la madrugada llamó al 911 en donde dijo que era un militante de ISIS y se refirió al Atentado de la maratón de Boston y a sus asesinos, los hermanos Tamerlán Tsarnáev, muerto y Dzhojar Tsarnáev, en prisión y a la espera de sentencia de muerte. También mencionó a Moner Mohammad Abu Salha, un viejo conocido quien murió en un ataque suicida en Siria para el Frente Al-Nusra en 2014.
De acuerdo con el FBI, el asesino hizo otras dos llamadas al 911 durante la matanza. También llamó al canal local de televisión News 13 en donde se identificó como el "pistolero del club nocturno", según reportó The Washington Post y que dijo que el ataque a Pulse lo hacía a nombre del Estado Islámico.
Mateen tomó rehenes cuando la policía rodeó el lugar y se enfrentó con ellos. Hacia las 5 de la mañana, la policía le disparó, dándolo de baja y terminando así el sangriento ataque que dejaba, además del criminal, 49 personas muertas y 53 heridos.